# Raad van de Duitse Cultuurgemeenschap (samenstelling 1974-1977)
Dit is de samenstelling van de Raad van de Duitse Cultuurgemeenschap voor de legislatuurperiode 1974-1977. De Cultuurraad telt 25 rechtstreeks gekozen leden. Bovendien zijn er ook leden met raadgevende stem: zij mogen vergaderingen bijwonen, maar mogen niet deelnemen aan stemmingen of initiatieven nemen. Dit is een onbepaald aantal en kan dus per legislatuur variëren. Deze leden met raadgevende stem zijn de Duitstalige provincieraadsleden van de provincie Luik en Duitstalige leden van de Kamer en de Senaat.
Deze legislatuur volgde uit de Duitstalige Gemeenschapsraadverkiezingen van 10 maart 1974 en ging van start op 5 april 1974. De legislatuur liep ten einde op 7 maart 1977.

## Samenstelling
| Fractie | Fractie | Zetels |
| ------- | ------- | ------ |
|         | CSP     | 12     |
|         | PDB     | 6      |
|         | PFF     | 4      |
|         | SPB     | 3      |

## Lijst van de parlementsleden
| Volksvertegenwoordiger | Partij | Opmerkingen |
| ---------------------- | ------ | --- |
| Manfred Betsch         | CSP    | Ondervoorzitter vanaf 19 oktober 1976. |
| Joseph Bindels         | CSP    | Ondervoorzitter tot 15 oktober 1974. Vanaf 14 januari 1977 voorzitter van de CSP-fractie en voorzitter van de commissie Opleiding, Volksontwikkeling, Bibliotheken, Muziek en Musea. |
| Hubert Cremer          | CSP    | |
| Helmut Brüll           | CSP    | Vervangt vanaf 19 april 1974 Willy Schyns, die voltijds lid van de Kamer van volksvertegenwoordigers wordt. |
| Albert Gehlen          | CSP    | Tot 14 januari 1977 voorzitter van de CSP-fractie en voorzitter van de commissie Opleiding, Volksontwikkeling, Bibliotheken, Muziek en Musea. Vanaf 14 januari 1977 parlementsvoorzitter en voorzitter van de commissie Reglement, Petities, Financiën en Boekhouding en de commissie Samenwerking. |
| Johann Huppertz        | CSP    | |
| Heinz Keutgen          | CSP    | |
| Edmund Klontz          | CSP    | Vervangt vanaf 15 oktober 1974 Peter Van Neuss, die voltijds provincieraadslid van Luik wordt. |
| Kurt Ortmann           | CSP    | Voorzitter van de commissie Jeugd, Sport, Vrije Tijd en Toerisme. Ondervoorzitter van 15 oktober 1974 tot 19 oktober 1976. |
| Erich Krafft           | CSP    | Vervangt vanaf 15 oktober 1974 Paula Pfeiffer, die uit de regionale politiek stapt. |
| Henri Dütz             | CSP    | |
| Winfried Croé          | CSP    | Vervangt vanaf 14 januari 1977 Johann Weynand, die adjunct-arrondissementscommissaris in Malmedy wordt. Weynand was tot 20 december 1976 parlementsvoorzitter en voorzitter van de commissie Reglement, Petities, Financiën en Boekhouding en de commissie Samenwerking.                            |
| Ewald Luxen            | PDB    | Vervangt vanaf 5 april 1974 Karl Willems, die beslist om niet te zetelen. |
| Lorenz Paasch          | PDB    | Voorzitter van de PDB-fractie. |
| Gerhard Palm           | PDB    | |
| Klaus Baltus           | PDB    | |
| Michel Louis           | PDB    | Voorzitter van de commissie Openbare Omroep. Ondervoorzitter vanaf 21 oktober 1975. |
| Heinrich Zimmermann    | PDB    | Vervangt vanaf 21 oktober 1975 Michel Kohnemann, die voltijds schepen van Raeren wordt. Kohnemann was ondervoorzitter tot 21 oktober 1975. |
| Wilhelm Reinertz       | PFF    | Vervangt vanaf 5 april 1974 Alfred Evers, die verkiest om in de Kamer van volksvertegenwoordigers te zetelen. Reinertz was ondervoorzitter tot 19 april 1974. |
| Bernd Gentges          | PFF    | Voorzitter van de commissie Onderwijs en Taal. Ondervoorzitter van 19 april 1974 tot 19 oktober 1976 en voorzitter van de PFF-fractie vanaf 19 oktober 1976. |
| Josef Fatzaun          | PFF    | Voorzitter van de PFF-fractie tot 19 oktober 1976. Ondervoorzitter vanaf 19 oktober 1976. |
| Heinz Pip              | PFF    | |
| Ferdy Dupont           | SPB    | Ondervoorzitter tot 21 oktober 1975 en vanaf 17 november 1975. Voorzitter van de SPB-fractie van 21 oktober 1975 tot 17 november 1975. |
| August Pitsch          | SPB    | Voorzitter van de SPB-fractie tot 21 oktober 1975 en vanaf 17 november 1975. Ondervoorzitter van 21 oktober tot 17 november 1975. |
| Jean Wittrock          | SPB    | |

## Leden met raadgevende stem
| Naam                   | Partij | Opmerkingen |
| ---------------------- | ------ | --- |
| Wilhelm Pip            | PDB    | Provincieraadslid van Luik. |
| Johann Haas            | CSP    | Provincieraadslid van Luik. |
| Clément Bonnecompagnie | SPB    | Provincieraadslid van Luik. |
| Peter Van Neuss        | CSP    | Provincieraadslid van Luik. Zetelt vanaf 15 oktober 1974. Eerder zetelde Van Neuss van 5 april tot 15 oktober 1974 als rechtstreeks gekozen lid in het Parlement van de Duitstalige Gemeenschap.      |
| Albert Daulne          | SPB    | Lid van de Belgische Senaat. |
| Alfred Evers           | PFF    | Lid van de Kamer van volksvertegenwoordigers. |
| Willy Schyns           | CSP    | Lid van de Kamer van volksvertegenwoordigers. Zetelt vanaf 19 april 1974. Eerder zetelde Schyns van 5 tot 19 april 1975 als rechtstreeks gekozen lid in het Parlement van de Duitstalige Gemeenschap. |